# باعذره
باعذره (به عربی: باعذرة، به کردی: 
باعەدرێ) یک منطقهٔ مسکونی در عراق است که در شهرستان شیخان واقع شده‌است.